# 奥尔登堡公国
奥尔登堡公国（德語：Herzogtum Oldenburg）是一个曾存在于1774年–1810年的公国、随1774年奥尔登堡伯爵升格为公爵建立，疆域位于今德国西北部奥尔登堡一带。奥尔登堡公国1806年前为神圣罗马帝国诸侯国，1806年后被法兰西第一帝国占领。一年后，法国准许奥尔登堡公爵复位。1808年，奥尔登堡公国成为法国主导的莱茵邦联的一个构成国。1810年，公国被并入法兰西第一帝国。
1803年，作为德国教会世俗化运动的一环，根据《帝国代表重要决议》（德語：Reichsdeputationshauptschluss），奥尔登堡公国将原属于教会的奥尔登堡-明斯特兰和吕贝克主教区并入公国领土内。
1815年，根据维也纳会议的决定，奥尔登堡公国复国并被升格为奥尔登堡大公国。